# Dhünn
La Dhünn est une rivière d'une longueur de 40 kilomètres qui se trouve en Rhénanie-du-Nord-Westphalie dans la région du Pays de Berg en Allemagne. 
La rivière a deux sources qui s'unissent dans le Große Dhünntalsperre avant de se jeter dans la rivière Wupper à Leverkusen, qui se jette après dans le Rhin dans un autre quartier de Leverkusen. La Dhünn unifiée traverse les villes et villages de Schöllerhof, Altenberg, Menrath, Odenthal, Hummelsheim et Leverkusen. La source de l'ouest traverse également encore les villes et villages de Well,  Wermelskirchen, Finkenholl et Markusmühle. 